# Funkisfestivalen
Funkisfestivalen är en svensk sångtävling för personer med funktionsnedsättning inom LSS.
Funkisfestivalen är Sveriges största melodifestival för personer över 15 år med kognitiv eller neuropsykiatrisk funktionsnedsättning inom LSS. Tävlingen ägde rum första gången år 2011 och har blivit ett årligt återkommande evenemang. 
Målet med Funkisfestivalen är att skapa ett arrangemang som leder till att så många personer som möjligt med intresse för att sjunga ska få möjlighet att stå på scen och delta på sin egen nivå.

## Om Funkisfestivalen
Funkisfestivalen började som Väsby Melodifestival  2011, en sångtävling för personer med funktionsnedsättning. Initiativtagare var Yvonne Boberg, chef för Väsby stöd i Upplands Väsby kommun. Deltagare från Sollentuna, Täby, Sigtuna och Vallentuna kommuner bjöds in för att delta i festivalen. Varje kommun fick utse högst två tävlande. Ambitionen var då att Väsby Melodifestival skulle bli ett återkommande evenemang och genomfördes av Upplands Väsby kommun/Väsby Välfärd med stöd från bland andra lokala företagare. Konferencierer var Jan Johansen och Tommy Fagerberg. Björn Berglund från Vallentuna vann första året med låten "Jag tycker om när du tar på mig".
2012 var det tio tävlande med i tävlingen, dubbelt så många som året innan. Deltagarna kom från Stockholms och Uppsala län. Arrangemanget hölls i Scandic InfraCity och arenan var fullsatt med sina 1 000 åskådare. Konferencierer var Josefine Sundström och Tommy Fagerberg. Upplands Väsbys Ida Jareman vann med låten "Jag vill vara din, Margareta".
2013 var det tretton kommuner och stadsdelar representerade bland finalisterna, från Stockholms, Örebro och Uppsala län. Även denna gång genomfördes arrangemanget inför en fullsatt Scandic InfraCity med 1 200 åskådare. Konferencierer var Doreen Månsson och Tommy Fagerberg. Martin Nilsson från Sigtuna vann med låten "Rosalita".
2014 var Upplands Väsby fortfarande huvudman för tävlingen med namnet Väsby Melodifestival. Artisterna framförde kända och okända schlagerlåtar i mässhallen på Scandic InfraCity och utöver äran skulle vinnaren detta år även få representera Sverige i den internationella tävlingen som ägde rum i Konserthuset. Konferencierer var Fredrik Berling och Tommy Fagerberg. Detta år var det 14 finalister där Felicia Kamsvåg från Sollentuna stod som vinnare med låten "Älska mig för den jag är". 2014 fick arrangörerna även arrangera den europeiska finalen i Stockholm. Artister från tio länder kom till Konserthuset i Stockholm och tävlade. Konferencierer var Fredrik Berling och Tommy Fagerberg. Vinnare blev Portugal med låten "Mundo de contradições". Sverige representerades av de senaste vinnarna Felicia Kamsvåg och Martin Nilsson.
Femte året som tävlingen hölls, 2015, ändrades namnet till Funkismello och Upplands Väsby kommun var inte längre huvudman. Istället bildades föreningen Funkisglädje som drev Funkismello vidare och finalen flyttades till Cirkus på Djurgården i Stockholm. Tretton kommuner var med och gjorde upp om förstaplatsen. Konferencierer var Fredrik Berling och Tommy Fagerberg. Det året vann Halmstads Per Andersson med låten "Stad i ljus" och i publiken satt 1 200 personer.
Sjätte året 2016, ägde Funkismello rum på Cirkus igen. Biljetterna var slutsålda månader i förväg och för första gången var det kvinnliga konferencierer på scenen; Jenny Strömstedt och Anna Ringström. Tolv förväntansfulla finalister gjorde upp om vinsten från elva kommuner. För första gången vanns tävlingen av en duett. Det var Henkeman och Petra från Sollentuna som rappade och sjöng låten "Le igen".
2017 fick föreningen ett bidrag från Postkodlotteriets Kulturstiftelse och började sprida arrangemanget utanför Stockholms län genom talangjakter i shoppingcentrum runt om i landet. Namnet Funkismello ändras, på grund av att SVT äger namnet "mello" och "melodifestivalen", till Funkisfestivalen. Konferencierer var Linda Bengtzing och Anna Ringström.
2018 var Linda Bengtzing konferencier, för andra året, tillsammans med Pontus Björkander. Det var fler kommuner med än tidigare, med tävlingsbidrag från femton kommuner. Fler av bidragen hade dansare med sig detta år.
Ytterligare kommuner anslöt sig, och 2019 var 22 kommuner med. Antalet ledde till att man fick inrätta två semifinaler, i början av april, där tolv av de 22 bidragen togs ut till finalen på Stockholm Waterfront den 26 augusti 2019.
År 2020 skulle semifinalerna hållas i slutet av april men arrangemangen blev uppskjutna fram till mitten av juni innan Funkisfestivalen stoppade semifinalerna helt p.g.a Covid-19-pandemin. Trots det kunde tävlingen fortfarande arrangeras, under två dagar fick artisterna spela in varsin musikvideo där de framförde sina bidrag på Stallet i Stockholm. Den 24 augusti 2020 sändes riksfinalen från Stockholm Waterfront över internet via YouTube och publiken fick möjlighet att rösta på sina favoriter med hjälp av mobilen. År 2021 blev riksfinalen ett digitalt arrangemang där 15 kommuner tävlade om att kamma hem segern, konferencier var musikalartisten Karl Dyall och Therese Wappsell.
2022 kunde semifinalerna på Nalen och riksfinalen på Stockholm Waterfront anordnas inför publik igen, prisutdelare var prinsessan Sofia.

## Vinnare
| År   | Vinnare                        | Hemort         | Låt                             |
| ---- | ------------------------------ | -------------- | ------------------------------- |
| 2011 | Björn Berglund                 | Vallentuna     | Jag tycker om när du tar på mig |
| 2012 | Ida Jareman                    | Upplands Väsby | Jag vill vara din, Margareta    |
| 2013 | Martin Nilsson                 | Sigtuna        | Rosalita                        |
| 2014 | Felicia Kamsvåg                | Sollentuna     | Älska mig för den jag är        |
| 2015 | Per Andersson                  | Halmstad       | Stad i Ljus                     |
| 2016 | Henkeman & Petra               | Sollentuna     | Le igen                         |
| 2017 | Martin Hagen                   | Järfälla       | One of a million                |
| 2018 | Freja Holmberg                 | Haninge        | Build you up                    |
| 2019 | Moises Rumie                   | Tyresö         | Heaven                          |
| 2020 | Alex Kron                      | Halmstad       | Always on my mind               |
| 2021 | Anna Leander & Cilla Wickström | Linköping      | Svag                            |
| 2022 | Daniel Ousbäck                 | Skövde         | Änglahund                       |